# Diane Torr
Pour les articles homonymes, voir Torr.
Diane Torr, née le 10 novembre 1948 à Peterborough (Ontario) et morte le 31 mai 2017 à Glasgow (Écosse), est une artiste, écrivaine et éducatrice canadienne spécialisée dans les performances notamment de drag.

## Biographie
Diane Torr est la créatrice et la théoricienne des ateliers Drag king et Man for a Day, particulièrement commentés et reconnus dans les études gaies et lesbiennes.